# Zadie Smith

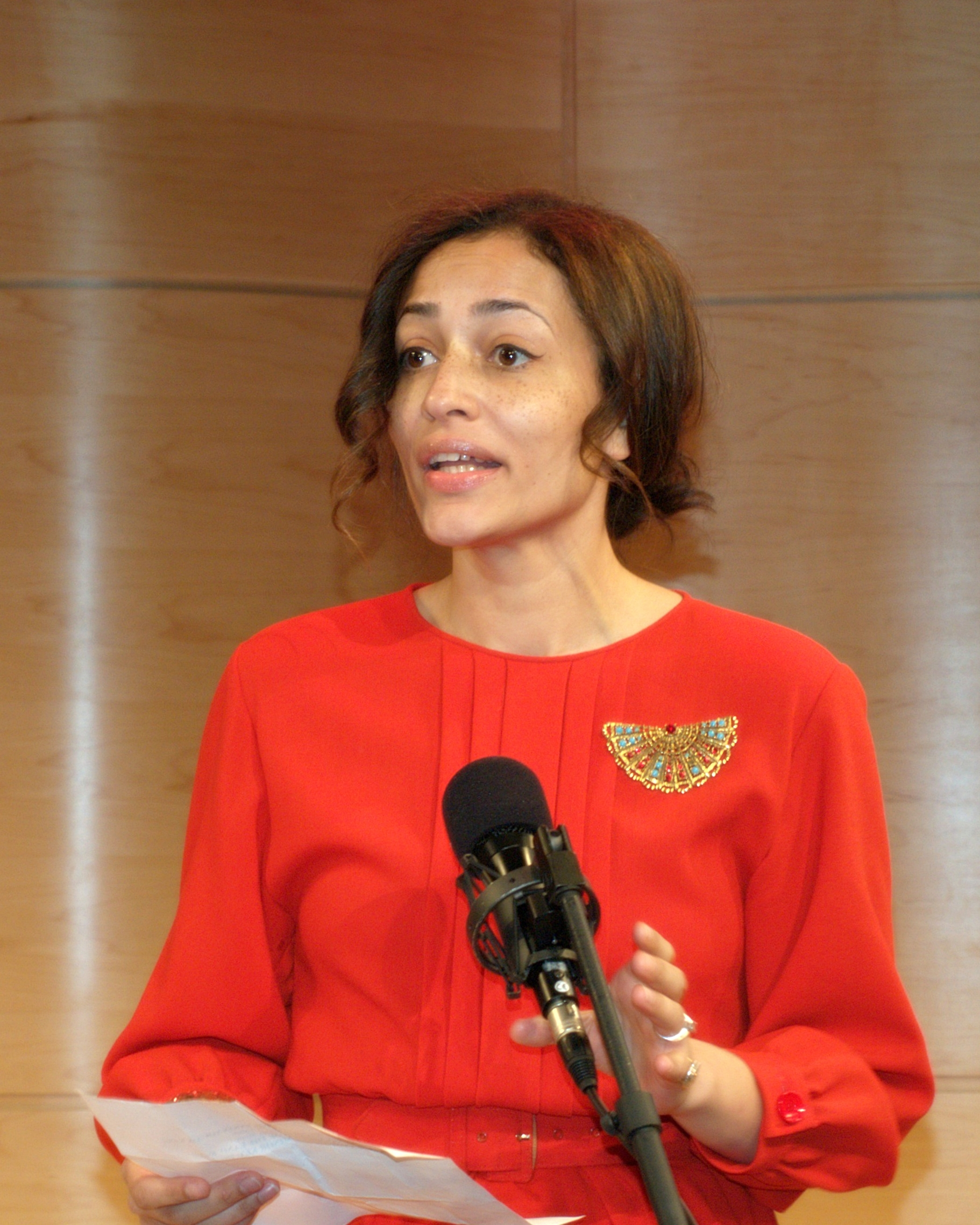
Zadie Smith in 2011

Zadie Smith (Londen, 25 oktober 1975) is een Britse schrijfster van romans, verhalen en essays. Haar debuutroman White Teeth (2000), waarmee zij drie prestigieuze prijzen won, werd gevolgd door onder andere The Autograph Man (2002) en On Beauty (2005, vertaald als Over schoonheid). Smiths werk zou geïnspireerd zijn door Vladimir Nabokov, E.M. Forster, Charles Dickens, Franz Kafka, George Eliot, Martin Amis, Raymond Carver en David Foster Wallace, hoewel er ook analogieën te vinden zijn met Arundhati Roy.

## Levensloop
Sadie Smith, zoals ze toen officieel heette, groeide op in de Londense gemeente Brent bij haar Engelse vader Harvey Smith en haar Jamaicaanse moeder Yvonne McLean, haar vaders tweede vrouw. Op 14-jarige leeftijd veranderde Sadie haar naam in Zadie. Als kind hield ze van tapdansen en acteren. Tijdens haar opleiding Engelse literatuur aan King's College aan de universiteit van Cambridge verdiende ze wat als jazzzangeres en koesterde ze de droom om journaliste te worden. Ze publiceerde een aantal korte verhalen in de May Anthologies, op basis waarvan diverse uitgevers haar een contract aanboden. Haar eerste roman White Teeth, waaraan ze sinds 1997 gewerkt had, voltooide ze tijdens haar laatste jaar aan de universiteit. Eenmaal gepubliceerd in 2000 werd het onmiddellijk een bestseller. Het werd internationaal erkend als een schitterend debuut. White Teeth vertelt het verhaal van drie families: de Brits-Jamaicaanse familie Jones, de Bengalese familie Iqbal en de joods-katholieke familie Chalfen. Rassenvermenging en multiculturaliteit, religieuze verschillen en generatieconflicten blijven ook na White Teeth typisch voor Smiths oeuvre. Het boek won de Whitbread First Novel Award 2000, de Guardian First Book Award, de Commonwealth Writers First Book Prize, de Betty Trask Award en de James Tait Black Memorial Prize voor fictie. In 2002 werd het verhaal gebruikt voor een korte tv-reeks op het Britse Channel 4.
In interviews vertelde ze dat ze door de hype over haar debuutroman terecht was gekomen in een periode van schrijversblok. Toch presenteerde ze nauwelijks twee jaar later, in 2002, haar volgende roman The Autograph Man. Ook dat was een commercieel succes, maar de verwachtingen lagen zo hoog dat de critici het boek niet unaniem de hemel in konden prijzen, zoals ze dat met White Teeth gedaan hadden. The Autograph Man vertelt het verhaal van de joods-Chinese Londenaar Alex-Li Tandem, die de kost verdient met het kopen en verkopen van handtekeningen en die geobsedeerd is door beroemdheden. Het boek won de Jewish Quarterly Review's Wingate Literary Prize 2003.
In 2002 vestigde Zadie Smith zich in de Verenigde Staten. Ze schreef zich in aan het Radcliffe Institute for Advanced Study van de Harvard-universiteit, om er essays te schrijven. Haar essays werden onder meer geplaatst in The New Yorker en The New York Review of Books en gebundeld in Changing my mind, occasional essays, vertaald als Ik heb mij bedacht, zomaar wat essays. Aan de universiteit leerde ze de Noord-Ierse schrijver en dichter Nick Laird kennen. Ze trouwden in 2004 in de kapel van King's College en woonden afwisselend in Queen's Park (Londen) en New York.
Haar derde roman On Beauty, waarvan de titel verwijst naar een essay van Elaine Scarry (On Beauty and Being Just), verscheen in september 2005 en vertelt de verhalen van de Brits-Amerikaanse familie Belsey die in New England woont. Het boek werd genomineerd voor de Booker Prize 2005 en won de Orange Prize for Fiction in juni 2006.
In 2009 kregen Zadie Smith en Nick Laird een dochter. Na een docentschap aan de Columbia University School of the Arts werd Smith in 2010 professor aan de faculteit Creative Writing aan de New York-universiteit en  docent in het vak fictie. In 2012 verscheen haar vierde roman, NW. NW verwijst naar het postcodegebied North West in Londen, de regio waar Zadie Smith is opgegroeid. Ze beschrijft in NW de levens van vier mensen in heel verschillende sociale klassen uit die wijk. NW wordt gezien als een stilistische stijlbreuk met haar vorige romans. Ze gebruikte verschillende verteltechnieken en gefragmenteerde, onaffe zinnen. In NW maakte Zadie Smith gebruik van straattaal als literaire stijl en ritme.
In 2016 kwam haar vijfde roman Swing Time uit. In Swing Time greep Zadie Smith terug op de liefde voor dansen en acteren uit haar jeugd. De titel verwijst naar de film Swing Time met Fred Astaire en Ginger Rogers; in de proloog ontdekt de volwassen verteller tot haar schrik dat Fred Astaire het nummer ‘Bojangles of Harlem’ uit Swing Time in blackface uitvoert, de enige keer dat hij dit deed. Als meisje had zij zich dat nooit gerealiseerd. In een interview vertelde Zadie Smith dat de danscultuur in de zwarte gemeenschap, zoals tapdansen, de aanzat voor de roman vormde.
In een aantal maanden tijdens de coronacrisis schreef ze een aantal essays die werden gebundeld in de bundel Intimations, six essays, vertaald als Overpeinzingen. In 2020, tussen de lockdowns wegens de coronacrisis door, keerde ze terug naar Londen. Samen met haar man publiceerde ze in 2021 het kinderboek Weirdo. In Londen voltooide ze haar zesde roman The Fraud, vertaald als Charlatan, die in 2023 uitkwam. The Fraud wordt haar eerste historische roman genoemd. 'Bij het schrijven van fictie vond ik dat ik mensen volledig uit hun vertrouwde omgeving moest halen, naar een vreemde plek die ver van ze afstaat, om ze zo op een frisse manier over bepaalde ideeën en discussies te laten nadenken. En wat is er vreemder en staat verder van ons af dan het verleden?' zegt ze hier zelf over. Ze heeft 11 jaar aan de roman gewerkt.

### Romans
| Jaar (origineel) | Titel (origineel) | Titel vertaling (Nederlands) | Jaar (vertaling) | Uitgever (vertaling/org) | ISBN (vertaling/org) | Vertaler          |
| ---------------- | ----------------- | ---------------------------- | ---------------- | ------------------------ | -------------------- | ----------------- |
| 2000             | White teeth       | Witte tanden                 | 2000             | Prometheus               | ISBN 9053339191      | Marja Kooreman    |
| 2002             | The Autograph Man | De handtekeningenman         | 2002             | Prometheus               | ISBN 9044601717      | Sophie Brinkman   |
| 2005             | On Beauty         | Over schoonheid              | 2005             | Prometheus               | ISBN 9044606387      | Monique Eggermont |
| 2012             | NW                | NW                           | 2012             | Prometheus               | ISBN 9789044622218   | Jan de Nijs       |
| 2016             | Swing Time        | Swing time                   | 2016             | Prometheus               | ISBN 9789044636796   | Peter Abelsen     |
| 2023             | The fraud         | Charlatan                    | 2023             | Prometheus               | ISBN 9789044653335   | Peter Abelsen     |

### Kinderboeken
| Jaar (origineel) | Titel (origineel)                | Titel vertaling (Nederlands)                | Jaar (vertaling) | Uitgever (vertaling/org)      | ISBN (vertaling/org) | Vertaler   |
| ---------------- | -------------------------------- | ------------------------------------------- | ---------------- | ----------------------------- | -------------------- | ---------- |
| 2021             | Weirdo (Nick Laird, Zadie Smith) | Weirdo, uit het leven van een buitenbeentje | 2022             | Davidsfonds Infodok Antwerpen | ISBN 9789002274718   | Riet Wille |

### Korte verhalen

#### Vertaalde korte verhalen
| Jaar (origineel) | Titel (origineel)       | Titel vertaling (Nederlands) | Jaar (vertaling) | Uitgever (vertaling/org) | ISBN (vertaling/org) | Vertaler                        |
| ---------------- | ----------------------- | ---------------------------- | ---------------- | ------------------------ | -------------------- | ------------------------------- |
| 2013             | The Embassy of Cambodia | De Ambassade van Cambodja    | 2014             | Prometheus               | ISBN 9789044626858   | Peter Abelsen                   |
| 2019             | Grand Union             | Het verbond                  | 2019             | Prometheus               | ISBN 9789044643688   | Kitty Pouwels en Anne Jongeling |

En verder:
- Mirrored Box. In: The May Anthology of Oxford and Cambridge Short Stories 1995
- The Newspaper Man. In: The May Anthology of Oxford and Cambridge Short Stories 1996
- Mrs. Begum's Son and the Private Tutor. In: The May Anthology of Oxford and Cambridge Short Stories 1997
- Picnic, Lightning. In: The May Anthology of Oxford and Cambridge Short Stories 1997
- Stuart***. In: The New Yorker Winter Fiction Issue 1999
- The Girl with Bangs. In: Timothy McSweeney's Quarterly Concern, Issue 6, 2001
- The Trials of Finch. In: The New Yorker Winter Fiction Issue 2002
- Martha, Martha. In: Granta 81: Best of Young British Novelists 2003
- Hanwell in Hell. In: The New Yorker 27 september 2004
- Permission to Enter. In: The New Yorker 30 juli 2012

### Essays en artikelen

#### Vertaalde essays
| Jaar (origineel) | Titel (origineel)                   | Titel vertaling (Nederlands)          | Jaar (vertaling) | Uitgever (vertaling/org) | ISBN (vertaling/org) | Vertaler                    |
| ---------------- | ----------------------------------- | ------------------------------------- | ---------------- | ------------------------ | -------------------- | --------------------------- |
| 2009             | Changing my mind, Occasional essays | Ik heb mij bedacht, zomaar wat essays | 2010             | Prometheus               | ISBN 9789044613971   | Jean Schalekamp             |
| 2018             | Feel free                           | Voel je vrij                          | 2018             | Prometheus               | ISBN 9789044636147   | Lidwien Biekmann en anderen |
| 2020             | Intimations, six essays             | Overpeinzingen                        | 2020             | Prometheus               | ISBN 9789044646931   | Gerda Baardman en anderen   |

En verder:
- On the Road: American Writers and Their Hair - 2001
- We proceed in Iraq as hypocrites and cowards - and the world knows it - In: The Guardian, 27 februari 2003
- The divine Ms H - In: The Guardian, 1 juli 2003
- The Limited Circle is Pure - In: The New Republic, 3 november 2003
- Love, Actually - In: The Guardian, 1 november 2003
- Doodle from the Guardian Hay festival 2004
- You Are In Paradise - In: The New Yorker, 14 juni 2004
- Shades of Greene - In: The Guardian, 18 september 2004
- The Zen of Eminem - In: Vibe, 2005
- We are family - In: The Guardian, 4 maart 2005
- Nature's Work of Art - In: The Guardian G2 section, 15 september 2005
- Fail better - In: The Guardian, 13 januari 2007
- Fences: A Brexit Diary - 2016

- Bibsys: 30286
- Biblioteca Nacional de España: XX1130347
- Bibliothèque nationale de France: cb137415367 (data)
- Catàleg d'autoritats de noms i títols de Catalunya: 981058516249006706
- CiNii: DA13141683
- Gemeinsame Normdatei: 122702506
- International Standard Name Identifier: 0000 0001 2276 857X
- Library of Congress Control Number: n99057428
- Nationale Bibliotheek van Letland: 000056143
- Bibliotheek van het Japanse parlement: 00847467
- Nationale Bibliotheek van Tsjechië: xx0003874
- Nationale bibliotheek van Australië: 52924677
- Nationale Bibliotheek van Israël: 987007306982105171
- Nationale Bibliotheek van Polen: a0000002837133
- Nationale en Universitaire bibliotheek Zagreb: 000274818
- Nederlandse Thesaurus van Auteursnamen: 188934235
- Réseau des bibliothèques de Suisse occidentale: 02-A027693153
- Istituto Centrale per il Catalogo Unico: TO0V386320
- LIBRIS: 216725
- Système universitaire de documentation: 058710507
- Trove: 1530135
- Virtual International Authority File: 14951645
- WorldCat: E39PBJj4y78DryPxwf4qvrGPwC